# Сан-Фернандо-де-Монте-Кристи
Сан-Фернандо-де-Монте-Кристи (исп. San Fernando de Monte Cristi) — город и муниципалитет в Доминиканской Республике, столица провинции Монте-Кристи. Он граничит с муниципалитетами: Пепильо-Сальседо на юго-западе, Вилья-Васкес, Кастаньюэла и Лас-Матас-де-Санта-Крус на востоке, а также с провинцией Дахабон на юге. С севера и запада он омывается водами Атлантического океана. Сан-Фернандо-де-Монте-Кристи расположен в 270 км от столицы страны Санто-Доминго.

## История
Сан-Фернандо-де-Монте-Кристи был основан в 1506 году испанским губернатором острова Эспаньолы Николасом де Овандо, а в 1533 году Хуан де Боланьос и 60 семей с Канарских островов перенесли поселение на другое место, в середине и конце XVI века город стал процветающим торговым портом.
В 1606 году, через сто лет после своего основания, город был разрушен, как возмездие за незаконную торговлю с пиратами. В 1756 году Сан-Фернандо-де-Монте-Кристи был восстановлен и снова стал процветающим торговым городом вплоть до начала XX века.
В 1895 году Сан-Фернандо-де-Монте-Кристи стал местом подписания «Манифеста Монте-Кристи», воззвания к кубинскому народу, Максимо Гомесом и Хосе Марти. После чего они отправились на Кубу, чтобы сражаться за её независимость.

## Известные уроженцы
- Педро Антонио Пиментель (1830—1874), военный и политический деятель, президент Доминиканской Республики (1865)
- Раулин Родригес (род. 1970), исполнитель бачаты
- Маноло Таварес Хусто (1931—1963), адвокат, политический деятель, революционер
- Фернандо Вильялона (род. 1955), музыкальный исполнитель различных жанров